# Berta Katharina Lassen
Berta Katharina Lassen eller Käte Lassen (7. februar 1880 – 22. december 1956) var en tysk kunstmaler fra Flensborg.
Käte Lassen er født i 1880 i Flensborg. Hendes far var en anset guldsmed i 3. generation. Hun fik allerede som 16-årig tegneundervisning i Hamborg og tog senere en kunstneruddannelse i München. I 1904 vendte hun tilbage til sin hjemby, hvor hun indrettede sit eget atelier. Sommermånederne tilbragte hun dengang i den lille fiskerby Stenbjerghav (tysk Steinberghaff) i Angel. Hun arbejdede her med forsøgene på at tegne udtryksfulde og intense menneskeskildringer. Senere samme år rejste hun til København, hvor hun boede i flere måneder. Hjemturen i foråret 1905 gik via Skagen og den jyske vestkyst. 1908 var hun på studieophold i Paris.
I København og Skagen kom hun i kontakt med dansk og nordisk kunst. Hun blev inspireret af Edvard Munch og de danske Skagensmalere Anna og Michael Ancher, Christian Krohg og P.S. Krøyer. Især Anna Anchers billeder gjorde stort indtryk på hende.
Käte Lassen var tiltrukket af menneskene på den danske vestkyst og tog næsten hver eneste sommer ophold i Klitmøller og Nørre Vorupør og senere i Stenbjerg i Thy for at finde motiver til sin kunst. Hvor de andre kunstnere især malede landskaber, var hun en stor fortolker af menneskene og deres liv og følelser.
Under den første verdenskrig forsvandt de klare farver i hendes værker og blev erstattet med mørkegrå, blå og brunlige toner. Skikkelser er mærket af angst og smerte. Først i begyndelsen af 1920'erne begyndte hun igen at bruge mere levende farver.
I 1928 begyndte Käte Lassen at arbejde med kirkekunst. Hendes første værk er tre mosaikbilleder til den tyske kirke i Harreslev. Hendes sidste store værk blev syv store mosaikvinduer i Mariekirken i Flensborg. Hun brugte de sidste 10 år af sit liv på denne store opgave.
Käte Lassen døde i 1956 i Flensborg. Käte Lassen blev egentlig døbt Bertha Katharina, men hun brugte sit kælenavn Käte hele livet.